# Machač Gadžiev
Machač Gadžievič Gadžiev (in russo Махач Гаджиевич Гаджиев?; Kiziljurt, 18 ottobre 1987) è un ex calciatore russo, di ruolo centrocampista.

## Carriera
Ha giocato nella massima serie dei campionati russo ed ucraino.